# Utah/US Film Festival 1986
Lo Utah/US Film Festival 1986 si è svolto a Park City, Utah, dal 17 gennaio al 26 gennaio 1986.
L'evento verrà rinominato Sundance Film Festival a partire dal 1991.

## Film in concorso
Elenco dei film in competizione e vincitori dei premi non competitivi. In grassetto i vincitori.

### U.S. Dramatic
- La prima volta (Smooth Talk), regia di Joyce Chopra
- Cuori nel deserto (Desert Hearts), regia di Donna Deitch
- Dim Sum: A Little Bit of Heart, regia di Wayne Wang
- Seven Minutes in Heaven, regia di Linda Feferman
- Static, regia di Mark Romanek
- The Cosmic Eye, regia di Faith Hubley

### U.S. Documentary
- Private Conversations: On the Set of "Death of a Salesman", regia di Christian Blackwood
- Contrary Warriors: A Film of the Crow Tribe, regia di Connie Poten, Pamela Roberts e Beth Ferris
- Einstein on the Beach: The Changing Image of Opera, regia di Mark Obenhaus
- Growing Up with Rockets, regia di Nancy Yasecko
- Huey Long, regia di Ken Burns
- In Her Own Time, regia di Lynne Littman
- Las madres de la Plaza de Mayo, regia di Susana Blaustein Muñoz e Lourdes Portillo
- Louie Bluie, regia di Terry Zwigoff
- Nicaragua Was Our Home, regia di Lee Shapiro
- Rate It X, regia di Lucy Winer e Paula De Koenigsberg
- Stripper, regia di Jerome Gary
- The Return of Ruben Blades, regia di Robert Mugge
- Troupers, regia di Glenn Silber e Claudia Vianello
- Wildcatter: The Story of Texas Oil, regia di Robert Tranchin
- You Got to Move, regia di Lucy Massie Phenix e Veronica Selver

### Premi speciali della giuria (Menzione d'onore)
- U.S. Dramatic: Cuori nel deserto (Desert Hearts), regia di Donna Deitch
- U.S. Documentary: Las madres de la Plaza de Mayo, regia di Susana Blaustein Muñoz e Lourdes Portillo
- Riconoscimento speciale: Seven Minutes in Heaven, regia di Linda Feferman, "per una commedia giovanile"[1].

## La giuria
Dramatic: Steven Soderbergh ( Stati Uniti), Alfre Woodard ( Stati Uniti), Kathryn Bigelow ( Stati Uniti), Armond White ( Stati Uniti), Morgan Fisher ( Stati Uniti)
Documentary: Susan Frömke ( Stati Uniti), Christine Choy ( Stati Uniti), Michael Renov ( Stati Uniti), Edward Lachman ( Stati Uniti), Orlando Bagwell ( Stati Uniti)